# Kujtun (Oroszország)
Kujtun (oroszul: Куйтун) városi jellegű település Kelet-Szibériában, Oroszország Irkutszki területén, a Kujtuni járás székhelye.	
Lakossága: 10 097 fő (a 2010. évi népszámláláskor).

## Fekvése
Az Irkutszki terület délnyugati részén, Irkutszk területi székhelytől 321 km-re északnyugatra helyezkedik el. Vasútállomás a transzszibériai vasútvonal Tajset–Irkutszk közötti szakaszán.

## Története
A 17. században a Jenyiszej menti kozákok az Angara vidékén is megjelentek és elkezdték kiszorítani az ott élő burjátokat. Kujtun talán már 1680-ban kisebb falu, majd a 18. században a Moszkvából Szibérián át kialakított útvonal (1734–1760 körül) kisebb postaállomása volt. A 19. század végén megépített vasútvonal ezt a vidéket is bekapcsolta az ország vérkeringésébe, Kujtunban vasútállomás épült (1899). A polgárháború során, 1919-ben cseh csapatok a kis állomásépületet felégették. 
1926 óta járási székhely, 1957-ben városi jellegű település státust kapott. A járás az erdős sztyepp övben fekszik, elsősorban mezőgazdasága jelentős. 